# Wartburg Festival
Das Wartburg Festival ist ein Musikfestival mit Veranstaltungen und Konzerten von Klassik bis Pop unter der künstlerischen Leitung des Trompeters Otto Sauter. 
Es findet seit 2004 jährlich im Palas, dem Festsaal der Wartburg, statt mit Künstlern wie z. B. der italienischen Sopranistin Lucia Aliberti, dem Altus Jochen Kowalski, dem Bassbariton Klaus Mertens, dem Countertenor Edson Cordeiro, dem Pianisten Josef Bulva, der Tänzerin Motsi Mabuse, dem Autor Ruediger Dahlke, den Schauspielern Mareike Carrière und Michael Mendl, Sting Gitarrist Dominic Miller, Level 42 Keyboarder Mike Lindup und Ten of the Best.